# Миграция на населението
Вижте пояснителната страница за други значения на Миграция.
Миграцията е преместване на хора с цел смяна на местоживеенето.

## Видове

### По отношение на крайната цел
- Вътрешна – преместване на хора в границите на собствената им държава. В българския език е възприето вътрешната миграция да се нарича с общата дума миграция. Тя може да се осъществи по обективни причини при евакуация от пожар, наводнение, земетресение, вулканична дейност, производствени и екологични катастрофи, военни действия и др.; или при преместване от малко населено място към голямо.
Мобилността на хората в трудоспособна възраст е важен фактор от гледна точка на икономиката и спомага за намаляване на безработицата и подобряване на доходите като проблем на личността и семейството. От друга страна, вътрешната миграция може да причини обезлюдяване на цели региони или силно влошаване на икономическото им състояние.
- Външни – преместване на хора извън общността им – държавата, континента.
И при вътрешната и при външната миграция е възможно насилствено изселване или преселване – преместване на отделни личности, малки или големи групи хора на основание на държавни решения или международни споразумения.

### По отношение на трайността си
- Временни – сезонни или с намерение за няколко години;
- Трайни – с намерение за продължителен период от време, понякога за цял живот.
И временните и трайните миграции в редица случаи се оказват, че са станали трайни или се превръщат във временни.

### По отношение на формите си
- Емиграция – напускане на местоживеенето;
- Имиграция – пристигане на ново местоживеене;
- Реемиграция – завръщане след временна емиграция;
- Бежанство – емиграция, която става нерегламентирано, чрез бягство;
- Репатрация – насилствено връщане на емигранти, организирано от държавата от която емигрират на основа на споразумение с държавата, в която имигрират;
- Депортация – насилствено връщане на имигранти.